# Corrent de Davidson
En oceanografia, el Corrent Davidson és un contra-corrent costaner de l'Oceà Pacífic que corre cap al nord al llarg de la costa occidental dels Estats Units de Baja Califòrnia, Mèxic a Oregon del nord, acabant al voltant de la latitud 48°N.
El seu flux és adjacent al Corrent de Califòrnia, però flueix en sentit nord més freqüentment que en sentit sud i a prop de la costa. El corrent és actiu al voltant de 200 metres per sota del nivell del mar, però s'aixeca més a prop de la superfície durant els mesos d'hivern, generalment de meitat novembre fins meitat febrer. En aquests mesos, els vents dirigits al nord es debiliten i són reemplaçats fins a cert punt per vents dirigits cap al sud-est.
El Corrent de Davidson forma part del Sistema de Corrents de Califòrnia juntament amb el Corrent de Califòrnia, el Corrent Subjacent de Califòrnia, i el Contra-Corrent de Califòrnia del Sud.